# Distretto del Banato Centrale
Il distretto del Banato Centrale (in serbo Средњебанатски округ?, Srednjebanatski okrug, in ungherese Közép Bánsági Körzet, in croato Srednjebanatski okrug, in slovacco Sredobanátsky okres, in romeno Districtul Banatul de Central) è un distretto della Voivodina.

## Comuni
Il distretto si divide in cinque comuni:
- Novi Bečej
- Nova Crnja
- Žitište
- Sečanj
- Zrenjanin